# Station Klinikum Bremen-Nord/Beckedorf
Station Klinikum Bremen-Nord/Beckedorf (Bahnhof Klinikum Bremen-Nord/Beckedorf, ook wel Bahnhof Klinikum Bremen-Nord) is een spoorwegstation in Duitsland. Het station ligt op de grens van de deelstaten Bremen en Nedersaksen en hoort bij de plaatsen Blumenthal (Bremen), Ortsteil Fähr-Lobbendorf, ressorterend onder  Bremen en Beckedorf, ressorterend onder Schwanewede. Het station ligt aan de spoorlijn Bremen-Farge - Bremen-Vegesack. Het is genoemd naar het op enige honderden meters afstand gelegen ziekenhuis Klinikum Bremen-Nord. Op het station stoppen alleen Regio-S-Bahntreinen van Bremen en Nedersaksen. Het station telt twee perronsporen aan één eilandperron. In de directe omgeving van het station loopt de spoorlijn nu eens over Bremer, dan weer over Schwaneweder grondgebied.

## Treinverbindingen
De volgende treinserie doet station Klinikum Bremen-Nord/Beckedorf aan:
| Serie | Treinsoort                  | Route                                                                                                 | Bijzonderheden                            |
| ----- | --------------------------- | --- | ----------------------------------------- |
| RS1   | Regio-S-Bahn (NordWestBahn) | Bremen-Farge – Klinikum Bremen-Nord/Beckedorf – Bremen-Vegesack – Bremen Hbf – Achim – Verden (Aller) | Extra spitsritten tussen Vegesack en Hbf. |